# Jan Trach Gniński
Jan Franciszek Trach Gniński herbu Trach (ur. 1583 w Poznaniu, data śmierci niepewna) – polski duchowny rzymskokatolicki, biskup pomocniczy poznański, archidiakon poznański w 1617 roku, kanonik poznański w 1608 roku, protonotariusz apostolski w 1617 roku, administrator opactwa lubińskiego w 1625 roku.

## Życiorys
2 grudnia 1619 papież Paweł V prekonizował go biskupem pomocniczym poznańskim oraz biskupem in partibus infidelium enneńskim. Brak informacji, od kogo przyjął sakrę biskupią. Prawdopodobnie jego święcenia biskupie miały miejsce w 1620.
W grudniu 1625 roku był legatem królewskim na sejmik w Środzie Wielkopolskiej.